# Dureza
Le Dureza est un cépage de cuve français de raisins noirs.

## Origine et répartition géographique
Le cépage est un cépage de l'Ardèche. De là, il se serait répandu dans l'Isère et le nord de la Drôme.
Non classé et non multiplié, il est en voie de disparition. Il a été souvent confondu avec le Peloursin et le Durif.
Des recherches génétiques récentes ont permis d'identifier avec certitude que le Dureza est descendant du Pinot noir et certainement aussi du Tressot. Et la syrah qui provient de la partie septentrionale des Côtes du Rhône, est un croisement naturel de Dureza et de Mondeuse Blanche.

## Caractères ampélographiques
- Extrémité du jeune rameau cotonneux, blanc à liseré carminé.
- Jeunes feuilles duveteuses, légèrement orangées.
- Feuilles adultes, à 5 lobes avec des sinus latéraux assez larges, un sinus pétiolaire en lyre fermée ou à bords superposés, des dents ogivales, moyennes, un limbe duveteux pubescent.

## Aptitudes culturales
La maturité est de deuxième époque tardive : 20 jours après le chasselas.

## Potentiel technologique
Les grappes sont moyennes et les baies sont de grande taille. La grappe est cylindrique et compacte. Le cépage est vigoureux et productif.
Il donne un vin ordinaire mais bien coloré.

## Synonymes
La  dureza est connue sous les noms de duré, duret, durezza et petit duret.